# 10423 Dajčić
10423 Dajčić è un asteroide della fascia principale. Scoperto nel 1999, presenta un'orbita caratterizzata da un semiasse maggiore pari a 2,2442557 UA e da un'eccentricità di 0,1413954, inclinata di 2,15508° rispetto all'eclittica.